# Lepturges serenus
Lepturges serenus là một loài bọ cánh cứng trong họ Cerambycidae.